# Anna Maria Bofarull
Anna Maria Bofarull (Tarragona, 1979) es una guionista, directora y productora de cine española. Su cine, de alto compromiso social, suele centrarse en protagonistas femeninas.

## Trayectoria
Licenciada en humanidades por la Universidad Pompeu Fabra y titulada en dirección cinematográfica en el Centre d'Estudis Cinematogràfics de Catalunya en Barcelona, completa sus estudios de cine en París. Realiza sus primeros trabajos en 2007. 
Su primer largometraje es el documental Notas al pie sobre la memoria española del siglo XX. En 2011 estrena Hammada un documental sobre Dadah, un niño saharaui que vive en los campos de refugiados de Dahla. Sonata para un violoncelo (2014) plantea un terreno que conoce especialmente: la fibromialgia, una enfermedad que sufre su madre. Cuenta la historia de una violoncelista, Julia, a la que le diagnostican la enfermedad. Logró sacarla adelante gracias al micromecenazgo y fue estrenada en el Festival de Málaga.
En 2021 estrena ¡No pasarán! una miniserie sobre Dolores Ibárruri y su proceso por su condición de mujer e hija de minero.
Su tercer largometraje es Sinjar (2021), con Nora Navas y Guim Puig, donde retrata la masacre  los soldados de Estado Islámico en la ciudad de Sinjar, en el Kurdistán iraquí, en una ficción basada en historias reales de tres mujeres que luchan, "una película de guerra con ojos de mujer". Hadia (Halima Ilter) es convertida en esclava, la joven Arjin (Iman Ido Koro) consigue escapar del cautiverio y Carlota (Nora Navas) en Barcelona busca desesperadamente a su hijo sin dejar rastro que se ha unido a la yihad.

## Filmografía
- A las alambradas (corto)
- Pasajes (corto)
- Notas al pie (2008) (documental)
- Hammada (2011)
- Sonata para violoncelo (2014)[7]
- Barcelona 1714 (2019)[8]
- ¡No pasarán! (2020)
- Sinjar (2021)[9]

## Premios y recocimientos
- 2009 Notas al pié premiado por el Festival Internacional de Cine de Reykjavik
- 2014 Premio del Público en la Seminici por Sonata para violonchelo